# Bergerocactus emoryi
Genre
Espèce
Synonymes
- Cereus emoryi

Statut de conservation UICN

 LC  : Préoccupation mineure
Statut CITES
Bergerocactus emoryi est une espèce de la famille des Cactaceae.
C'est le seul membre du genre Bergerocactus qui porte le nom d'Alwin Berger.
C'est un cactus grêle, poussant en touffe et ayant jusqu'à 20 côtes et ramifications. Il atteint rarement 1 m de haut et son diamètre est généralement inférieur à 5 cm. Les fleurs jaunes, en forme de tubes atteignant 2 cm de longueur et de diamètre, apparaissent près de l’apex de la plante.
Cette plante est originaire des côtes sud de la Californie et de Basse Californie.